# Северо Фернандес
Северо Фернандес Алонсо Кабальєро (ісп. Severo Fernández Alonso Caballero; 15 серпня 1849—12 серпня 1925) — болівійський політичний діяч, президент країни з 1896 до 1899 року. Був останнім президентом — представником консервативної партії за 15-річний період її гегемонії (1884—1899).
Подібно до свого попередника, Фернандес провадив миротворчу політику з метою примирення з Ліберальною партією. Це стало однією з основних причин розвалу Консервативної партії та приходу до влади лібералів в результаті так званої громадянської війни 1899 року.